# Тумуская катастрофа
Тумуская катастрофа (кит. трад. 土木之變, упр. 土木之变, пиньинь Tŭmù zhī bìan; монг. Тумугийн тулалдаан), реже Кризис в крепости Туму (кит. трад. 土木堡之變, упр. 土木堡之变, пиньинь Tŭmùbǎo zhībìan) и Инцидент в Цзисы (кит. трад. 己巳之變, упр. 己巳之变) — крупное сражение между монгольским государством Северная Юань, в которой к тому времени власть захватили ойраты, и китайской империей Мин, в результате которого монгольскими войсками был захвачен в плен император Чжу Цичжэнь. Считается одним из крупнейших военных поражений в истории Китая и крупнейшим поражением империи Мин.

## Исторические сведения
О битве подробно известно из исторической летописи «Мин шилу» (История династии Мин), одной из 24 династийных историй Китая. Составленной по китайской традиции уже при следующей династии Цин, работа была завершена в 1739 году под руководством Чжан Тинъюя.
Битва детально расписана в источнике, в работе даны сведения о причинах возникновения битвы, о месте битвы, численности и использованных тактиках обеих сторон, даны комментарии о причинах поражения в битве империи Мин, и о дальнейших событиях после сражения. Также представлен список о погибших в битве чиновников, министров, военачальников и прочих деятелей империи Мин.

## Предыстория
В XV веке усилившиеся монгольские тайджи уже не боялись накалять отношения с соседним Китаем по поводу торговых отношений. Экономический бойкот Китая привёл к монголо-китайской войне в 1449 году, когда ойратский Эсэн-тайши, фактический лидер монголов, вознамерился завоевать Китай и воссоздать Юаньскую империю. Перед вторжением в Китай Эсэн-тайши обращался к монгольской знати со словами: 
Заберём наш Ханбалык назад!

## Ход битвы
Летом 1449 года двадцатитысячная монгольская армия под командованием ойратского Эсэн-тайши вторглась на территорию Китая и, разделившись на три группы, двинулась по направлению к Пекину. 4 августа огромная, но слабо организованная армия империи Мин выступила в поход под командованием императора Чжу Цичжэня. Главный евнух Ведомства ритуалов Ван Чжэнь, ставший фактически вторым лицом после императора, уговорил молодого монарха совершить победный марш-бросок на север и разгромить Эсэна на территории Монголии. Самонадеянность китайского императора, добивавшегося воплощения этой идеи, стала очевидной очень скоро.
Генеральное сражение произошло 1 сентября 1449 года в местности Туму, к юго-западу от горы Хуайлай в современной провинции Хэбэй. Окружив китайскую армию, монголы нанесли ей сокрушительное поражение. Многие высшие сановники империи погибли на поле боя, в том числе и Ван Чжэнь. Император и многие придворные попали в плен к ойратам.
Эсэн полагал, что пленный император — это весомая карта, и прекратил военные действия. Обороной Пекина же занялся энергичный полководец Юй Цянь, который возвёл на престол нового императора, младшего брата Чжу Цичжэня — Чжу Циюя. Последовав советам придворных министров-евнухов и отклонив предложения Эсэна о выкупе императора, Юй заявил, что страна важнее жизни императора. Эсэн, так и не добившись выкупа от китайцев, спустя четыре года по совету своей жены отпустил императора, с которым расставался уже как с другом. Сам же лидер ойратов встретил жёсткую критику за свою непродуманную политику и спустя шесть лет после Тумуской катастрофы был убит сторонниками казнённого им хана Тайсуна, которые посчитали, что Эсэн, не являвшийся потомком Чингисхана, провозгласив себя великим монгольским ханом, нарушил право курултая на избрание хана.

## Последствия
Империя Мин столкнулась с чем-то беспрецедентным за более чем 80 лет с момента основания страны. Весть о поражении и пленении императора тут же была донесена в Пекин, что вызвало сильную панику у местного населения. Чтобы стабилизировать ситуацию, придворные чиновники совместно с полководцем Юй Цянем попросили императрицу Цянь сделать младшего брата Цичжэня, Чжу Циюя императором. Военное ведомство империи приказало полководцу Юй Цяню заняться обороной столицы, с чем он успешно справился, отразив последующее нападение ойратов на Пекин. Потрясение, сотрясшее страну в связи с этим событием, ослабило пограничные силы империи Мин. После поражения в этой битве, внешняя политика государства Мин сменила курс с расширения территорий на оборону страны в целом. Это привело к тому, что началось активное возобновление строительства Великой Китайской стены в том виде, в котором мы её знаем сейчас.